# Angola ai Giochi olimpici
L'Angola ha partecipato ai Giochi olimpici a partire dalle Olimpiadi estive di Mosca 1980, senza però mai conquistare medaglie.
Nessun atleta angolano ha mai preso parte ad un'edizione dei Giochi olimpici invernali.
Il Comitato Olimpico Angolano, creato nel 1979, venne riconosciuto dal CIO nel 1980.

## Medaglieri

### Medaglie ai giochi estivi
| Giochi              | Oro              | Argento          | Bronzo           | Totale           |
| ------------------- | ---------------- | ---------------- | ---------------- | ---------------- |
| Mosca 1980          | 0                | 0                | 0                | 0                |
| Los Angeles 1984    | non partecipante | non partecipante | non partecipante | non partecipante |
| Seoul 1988          | 0                | 0                | 0                | 0                |
| Barcellona 1992     | 0                | 0                | 0                | 0                |
| Atlanta 1996        | 0                | 0                | 0                | 0                |
| Sydney 2000         | 0                | 0                | 0                | 0                |
| Atene 2004          | 0                | 0                | 0                | 0                |
| Pechino 2008        | 0                | 0                | 0                | 0                |
| Londra 2012         | 0                | 0                | 0                | 0                |
| Rio de Janeiro 2016 | 0                | 0                | 0                | 0                |
| Tokyo 2020          | 0                | 0                | 0                | 0                |
| Parigi 2024         | 0                | 0                | 0                | 0                |
| Totale              | 0                | 0                | 0                | 0                |